# 尾池孝介
尾池 孝介（おいけ こうすけ、1958年 - ）は、元競輪選手。元大津びわこ競輪場場内実況中継（CS及びインターネット中継）解説者。

## 経歴
全国都道府県選抜競輪を2回制覇した尾池義翁らを輩出した、俗称、「岸和田の尾池一族」と呼ばれた競輪一家に生まれ育つ。日本競輪学校第39期生。同期には、尾崎雅彦や木村一利らがいる。
現役時代は日本競輪選手会大阪支部に在籍。デビュー戦は1977年6月12日、岸和田競輪場で迎え3着。初勝利は同年7月25日の熊本競輪場。
1979年に行われた競輪祭・全日本新人王戦決勝で、同期の木村に次いで2着に入った。1998年8月13日選手登録削除され引退。通算戦績1794戦357勝。優勝25回。